# Wereldkampioenschappen schaatsen afstanden 2016 - 1500 meter mannen
De 1500 meter mannen op de wereldkampioenschappen schaatsen afstanden 2016 werd gereden op vrijdag 12 februari 2016 in het ijsstadion Kometa in Kolomna, Rusland.
Denis Joeskov was de regerend wereldkampioen en winnaar van drie van vijf voorafgaande wereldbekerwedstrijden. Ook Kjeld Nuis en Joey Mantia wonnen een WB-wedstrijd. Joeskov maakte zijn favorietenrol waar en versloeg Nuis – die in zijn race iets gehinderd werd door Mantia – met anderhalve seconde.

## Plaatsing
De regels van de ISU schrijven voor dat er maximaal 24 schaatsers zich plaatsen voor het WK op deze afstand. Geplaatst zijn de beste veertien schaatsers van het wereldbekerklassement na vier manches, aangevuld met de tien tijdsnelsten van die eerste vier manches van de wereldbeker. Achter deze 24 namen werd op tijdsbasis nog een reservelijst van zes namen gemaakt. Aangezien het aantal deelnemers per land beperkt is tot een maximum van drie, telt de vierde (en vijfde etc.) schaatser per land niet mee voor het verloop van de ranglijst. Het is aan de nationale bonden te beslissen welke van hun schaatsers, mits op de lijst, naar het WK afstanden worden afgevaardigd.
Omdat later op de dag ook nog de ploegenachtervolging voor mannen zou worden verreden, waren er meerdere prominente afzeggingen. De Polen (twee startplekken plus één reserve, waaronder olympisch kampioen Zbigniew Bródka) startten allemaal niet en ook Zuid-Korea vulde nul van twee verdiende startplaatsen op. Noorwegen vulde twee van de drie startplekken op, maar spaarde de toppers Håvard Bøkko en Sverre Lunde Pedersen. Ook de Hongaar Konrád Nagy startte niet. Hiervan profiteerden China (tweede startplek) en Kazachstan (eerste) waardoor er slechts twintig heren aan de start stonden in plaats van het maximum van 24.

## Statistieken

### Uitslag
| #      | Naam                     | Land | Tijd       |
| ------ | ------------------------ | ---- | ---------- |
| Goud   | Denis Joeskov            | RUS  | 1.44,13 BR |
| Zilver | Kjeld Nuis               | NED  | 1.45,66    |
| Brons  | Thomas Krol              | NED  | 1.45,75    |
| 4      | Bart Swings              | BEL  | 1.46,21    |
| 5      | Shani Davis              | USA  | 1.46,49    |
| 6      | Vincent De Haître        | CAN  | 1.46,82    |
| 7      | Sindre Henriksen         | NOR  | 1.47,22    |
| 8      | Haralds Silovs           | LAT  | 1.47,57    |
| 9      | Takuro Oda               | JPN  | 1.47,68    |
| 10     | Sergej Trofimov          | RUS  | 1.47,69    |
| 11     | Michail Kozlov           | RUS  | 1.47,76    |
| 12     | David Andersson          | SWE  | 1.47,91    |
| 13     | Denis Koezin             | KAZ  | 1.48,38    |
| 14     | Stefan Groothuis         | NED  | 1.48,55    |
| 15     | Li Bailin                | CHN  | 1.49,16    |
| 16     | Vitalij Michajlov        | BLR  | 1.49,27    |
| 17     | Magnus Myhren Kristensen | NOR  | 1.50,36    |
| 18     | Stefan Waples            | CAN  | 1.50,69    |
| 19     | Yang Fan                 | CHN  | 1.53,52    |
| DQ     | Joey Mantia              | USA  | DQ         |

### Loting
| Rit | Binnenbaan       | Buitenbaan               |
| --- | ---------------- | ------------------------ |
| 1   | Stefan Waples    | Michail Kozlov           |
| 2   | Stefan Groothuis | Magnus Myhren Kristensen |
| 3   | Yang Fan         | Vitalij Michajlov        |
| 4   | David Andersson  | Denis Koezin             |
| 5   | Haralds Silovs   | Sindre Henriksen         |
| 6   | Takuro Oda       | Sergej Trofimov          |
| 7   | Li Bailin        | Shani Davis              |
| 8   | Bart Swings      | Vincent De Haître        |
| 9   | Kjeld Nuis       | Joey Mantia              |
| 10  | Denis Joeskov    | Thomas Krol              |

1996 · 
1997 · 
1998 · 
1999 · 
2000 · 
2001 · 
2003 · 
2004 · 
2005 · 
2007 · 
2008 · 
2009 · 
2011 · 
2012 · 
2013 · 
2015 · 
2016 · 
2017 · 
2019 ·
2020 ·
2021 ·
2023 ·
2024 ·
2025